# Pieniążki
Pieniążki – wieś w Polsce położona w województwie podlaskim, w powiecie grajewskim, w gminie Grajewo.
Prywatna wieś szlachecka  położona była w drugiej połowie XVI wieku w powiecie radziłowskim ziemi wiskiej województwa mazowieckiego. W latach 1975–1998 miejscowość administracyjnie należała do województwa łomżyńskiego.